# Коктебель
Коктебе́ль — посёлок городского типа на юго-востоке Крыма. Входит в городской округ Феодосия (Коктебельский поссовет Феодосийского горсовета).

## География
Расположен на побережье Чёрного моря, в 20 км к юго-западу от Феодосии, на приморской автодороге 35К-005 Алушта — Феодосия (по украинской классификации — P-29), на берегу Коктебельского залива, у подножия вулканического массива Карадаг.
Коктебельский залив открыт в направлении на юго-восток, с востока ограничен узким мысом Киик-Атлама, на котором расположен посёлок городского типа Орджоникидзе. Горный массив Карадаг ограничивает залив с юго-запада и в значительной мере покрыт лесом, богатым редкими растениями и животными. Горный массив Карадаг является заповедником и доступ туда открыт только с экскурсиями.
С севера и востока Коктебель окружают степные горы с отдельными вкраплениями виноградников. На северо-западе высится скалистая гора Татар-Хабурга (высота 236 м) и более низкие горы Малка (высота 123 м) и Эгер-Оба (высота 116 м), последние практически примыкают к постройкам посёлка.
На севере от города расположен хребет Узун Сырт с верхней точкой горой Клементьева. Часто дующие устойчивые ветры с моря создают на этой горе восходящие потоки воздуха, делая это место чрезвычайно удобным для планеризма, который активно развивался и в советское время, и существует в настоящем времени в самых различных формах (дельтапланы, парапланы и так далее). На северо-востоке вдоль Коктебельской бухты тянется хребет Кучук-Енышар (высота 192 м). Через посёлок протекают два ручья.

## Название
Существуют две основные версии происхождения названия Коктебель. Согласно первой из них, Köktöbel следует переводить с крымскотатарского как «край голубых холмов» (kök — «серо-голубой», töbe — «холм», el — «край, местность»). Эту «поэтическую» этимологию названия можно встретить в большинстве путеводителей.
По версии Валерия Бушакова, словом töbel в крымскотатарском языке называют «звёздочку» на лбу у животного, а kök töbel значит «серый [конь] со звёздочкой на лбу». В пользу этой версии говорит существовавшее до середины XX века в Нижнегорском районе Крыма село Кара-Тобель (qara töbel — «вороной [конь] со звёздочкой на лбу»). По-видимому, кёктёбель и каратёбель — это названия кыпчакских родов, кочевавших в Средние Века в степной части Крыма.

## Население

### Динамика численности
| - 1805 год — 103 чел. - 1864 год — 27 чел. - 1887 год — 34 чел. - 1892 год — 95 чел. - 1903 год — 103 чел. - 1915 год — 263/59 чел. | - 1926 год — 686 чел. - 1939 год — 1298 чел. - 1974 год — 2600 чел.[страница не указана 1344 дня] - 1989 год — 2705 чел. - 2001 год — 2841 чел. | - 2010 год — 3541 чел. - 2011 год — 2844 чел. - 2012 год — 2833 чел. - 2013 год — 2863 чел. - 2014 год — 2807 чел. |

| 1970  | 1979  | 1989  | 2001  | 2009  | 2010  | 2011  |
| ----- | ----- | ----- | ----- | ----- | ----- | ----- |
| 2223  | ↗2902 | ↘2640 | ↗2778 | ↗2792 | ↗2824 | ↗2844 |
| 2012  | 2013  | 2014  | 2021  |       |       |       |
| ↘2833 | ↗2863 | ↘2807 | ↗3301 |       |       |       |

Всеукраинская перепись 2001 года показала следующее распределение по носителям языка
| Язык             | Процент |
| ---------------- | ------- |
| русский          | 94,76   |
| украинский       | 2,57    |
| крымскотатарский | 2,25    |
| другие           | 0,18    |

## История

Памятник участникам Керченско-Феодосийского десанта в Коктебеле

Точная дата основания Коктебеля неизвестна. Античные источники упоминают поселение Афинеон, которое должно было находиться в районе Коктебеля, однако следов античной эпохи в Коктебеле не обнаружено.
На плато Тепсень, в непосредственной близости от посёлка, находилось крупное полугородское христианское поселение городище Тепсень — известны остатки базилики, меньших церквей, жилых домов — всего площадью 17 га. Поселение существовало до рубежа IX—X веков, было разрушено печенегами и было возрождено в конце XII века, вероятно, венецианцами — возможно, это Каллиера или Каллетра, упоминающаяся в некоторых источниках. На холме Тепсель было обнаружено существование славянских поселений в XII—XIII веках. Открытый на холме храм по своему плану близок к храмам Киевской Руси, а раскопанная в одном из жилищ печь напоминает древнерусские пе́чи. Остатки древнерусских церквей выявлены в различных областях полуострова, бо́льшая часть которых находится в восточном Крыму. Найденные фрагменты фресковой росписи и штукатурка, близки к подобному материалу киевских соборов XI—XII веков.
В 1360 году венецианцы уступили крымские владения генуэзцам. Во время владычества генуэзцев между Кафой и Солдаей на картах обычно указаны Поссидима, Каллитра и Меганоме. Та же ситуация сохраняется и после завоевания генуэзских земель Османской империей в 1475 году.
Восстановление поселения в XIX веке связано с возникновением болгарской деревни на дороге из Феодосии в Судак. Болгарские поселенцы приморского Коктебеля были выходцами из официальных болгарских колоний Старый Крым (1802) и Кишлав (1804). Судя по всему, они последовали за татарами, переселенцами из Кокташской волости.
На военно-топографической карте генерал-майора Мухина 1817 года деревня Коктебель обозначена с 23 дворами. Шарль Монтандон в своём «Путеводителе путешественника по Крыму, украшенном картами, планами, видами и виньетами…» 1833 года описал Коктебель, как «жалкое селеньице в 20 домов». На карте 1836 года в деревне 33 двора, а на карте 1842 года Коктебель обозначен также с 23 дворами. В 1860-х годах, после земской реформы Александра II, деревня Коктебель была приписана к Таракташской волости.
Согласно «Списку населённых мест Таврической губернии по сведениям 1864 года», составленному по результатам VIII ревизии 1864 года, Кок-Тебель — русская владельческая деревня с 8 дворами, 27 жителями, мечетью, кордоном пограничной стражи и рыбными заводами, при источнике. По обследованиям профессора А. Н. Козловского начала 1860-х годов, селение «…изобилует родниками прекрасной пресной воды». На трёхверстовой карте Шуберта 1865—1876 года в деревне Коктебель обозначено 10 дворов. В «Памятной книге Таврической губернии 1889 года» по результатам Х ревизии 1887 года записан Коктебель с 7 дворами и 34 жителями. По «…Памятной книжке Таврической губернии на 1892 год» в Коктебеле, входившем в Отузское сельское общество, числилось 95 жителей в 7 домохозяйствах, а в не входившем в общество безземельном — 60 жителей, домохозяйств не имеющих. По «…Памятной книжке Таврической губернии на 1902 год» в деревне Коктебель, входившей в Отузское сельское общество, числилось 103 жителя в 18 домохозяйствах. На 1914 год в селении действовало земское училище. В Статистическом справочнике Таврической губернии 1915 года в Таракташской волости Феодосийского уезда значатся деревня Коктебель и одноимённое имение Ф. Э. Юнге.
С конца XIX века Коктебель превратился в популярное место летнего отдыха. Основателем дачного Коктебеля является местный помещик Эдуард Андреевич Юнге. С 1880-х годов он стал распродавать часть своих земель под дачные участки. Уже с 1890-х годов в поместье Юнге гостили известные писатели, художники, учёные.
Особую роль в развитии Коктебеля сыграл поэт и художник Максимилиан Волошин. Он поселился в Коктебеле в 1907 году и на его даче гостили многочисленные поэты, писатели и другие люди искусства, у него в доме в разное время проживали Алексей Толстой, Викентий Вересаев, Марина Цветаева, Михаил Булгаков, Николай Гумилёв, София Парнок, Николай Чуковский и многие другие известные деятели культуры. Цветаева впервые в Коктебеле в 1911 году свиделась со своим будущим мужем — фронтовиком С. Эфроном (1893—1941). Некоторые обитатели этой дачи в самом начале XX века (ещё до Октябрьской революции) внесли определённый вклад в развитие нудизма.
Посёлок приобрёл большую известность и здесь стали строить дачи или селиться представители мира искусств и науки. После смерти Волошина его вдова продолжала принимать этих гостей, а в 1930-х годах его дача была преобразована в Дом творчества писателей «Коктебель», существующий и по сей день. По Статистическому справочнику Таврической губернии. Ч.II-я. Статистический очерк, выпуск пятый Феодосийский уезд, 1915 год, в деревне Коктебель Таракташской волости Феодосийского уезда числилось 62 двора (все дворы с землёй) с болгарским населением в количестве 263 человек приписных жителей и 59 «посторонних», из которых 149 мужчин и 173 женщины. Жители владели 200 десятинами удобной земли. В хозяйствах имелось 193 лошади, 144 вола, 67 коров и 2573 головы овец, свиней, или коз.
После установления в Крыму Советской власти, по постановлению Крымревкома от 8 января 1921 года была упразднена волостная система и село вошло в состав вновь созданного Владиславовского района Феодосийского уезда, а в 1922 году уезды получили название округов. 11 октября 1923 года, согласно постановлению ВЦИК, в административное деление Крымской АССР были внесены изменения, в результате которых округа́ ликвидировались и Владиславовский район стал самостоятельной административной единицей. Декретом ВЦИК от 4 сентября 1924 года «Об упразднении некоторых районов Автономной Крымской С. С. Р.» в октябре 1924 года район был преобразован в Феодосийский и село включили в его состав. Согласно Списку населённых пунктов Крымской АССР по Всесоюзной переписи 17 декабря 1926 года, в селе Коктебель, центре Коктебельского сельсовета Феодосийского района, числилось 162 двора, из них 107 крестьянских, население составляло 686 человек, из них 402 болгарина, 170 русских, 76 греков, 12 татар, 14 украинцев, 4 еврея, 2 немца, 6 записаны в графе «прочие». В переписи отдельно фигурирует Коктебель-курорт, с 55 дворами и 125 жителями (91 русский, 16 украинцев, 11 греков, 4 болгар, 1 еврей, 1 латыш и 1 немец). Числился также хутор Коктебель с 1 двором, 6 жителями и русской школой I ступени (пятилетка) видимо, хутор состоял из одной школы.
Постановлением ВЦИК «О реорганизации сети районов Крымской АССР» от 30 октября 1930 года из Феодосийского района был выделен (воссоздан) Старо-Крымский район (по другим сведениям 15 сентября 1931 года) и село включили в состав. В 1920-е — 1930-е годы Коктебель благодаря постоянным восходящим потокам на плато Узун-Сырт стал центром планеризма. В сентябре—октябре 1929 года лётчик и художник, внук И. К. Айвазовского Константин Константинович Арцеулов здесь поднимает в воздух планер конструкции Сергея Павловича Королёва и Сергея Люшина.
Есть данные, что Коктебель стал посёлком городского типа в 1938 году, по другим данным — с 1960-го года.
В 1944 году, после освобождения Крыма от фашистов, согласно Постановлению ГКО № 5984сс от 2 июня 1944 года, 27 июня крымские болгары и крымские греки были депортированы в Среднюю Азию. 12 августа 1944 года было принято постановление № ГОКО-6372с «О переселении колхозников в районы Крыма», по которому в Старокрымский район из Ростовской и Курской областей переселялось 1900 человек и в сентябре того же года в район приехали первые новосёлы (212 семей), а в начале 1950-х годов последовала вторая волна переселенцев из различных областей УССР. Указом Президиума Верховного Совета РСФСР от 21 августа 1945 года Коктебель был переименован в Планерское, а Коктебельский сельсовет — в Планерский. С 25 июня 1946 года Планерское в составе Крымской области РСФСР, а 26 апреля 1954 года Крымская область была передана из состава РСФСР в состав УССР. В 1959 году был ликвидирован Старокрымский район и село присоединили к Судакскому району. Указом Президиума Верховного Совета УССР «Об укрупнении сельских районов Крымской области», от 30 декабря 1962 года Судакский район был упразднён и село включили в состав Алуштинского района. 1 января 1965 года, указом Президиума ВС УССР «О внесении изменений в административное районирование УССР — по Крымской области» Планерское было передано в состав Феодосийского горсовета.
С 12 февраля 1991 года селение в восстановленной Крымской АССР, 26 февраля 1992 года переименованной в Автономную Республику Крым. Постановлением Верховного Совета Крыма от 1 июля 1992 года № 112-1 посёлку возвращено историческое название. С 18 марта 2014 года — в составе Республики Крым России, с 5 июня 2014 года — в городском округе Феодосия.
В 2014 году Коктебельский поселковый совет в рамках российского муниципального устройства был упразднён. До этого у него существовал свой собственный бюджет, однако после произошедшего бюджеты Коктебеля и Феодосии объединили в один совместный бюджет в рамках городского округа, из-за чего благоустройство Коктебеля постепенно начало́ улучшаться.

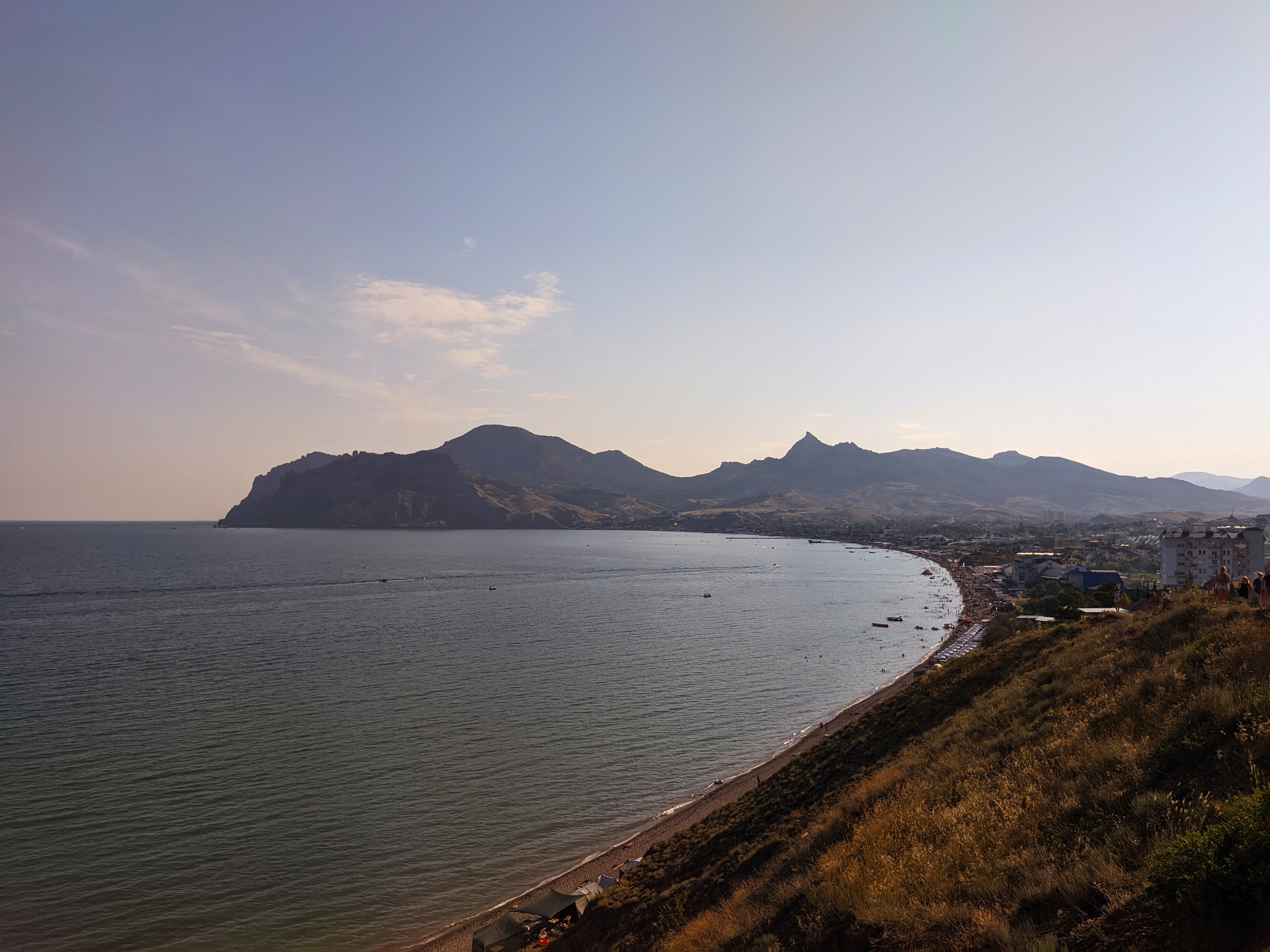
Побережье
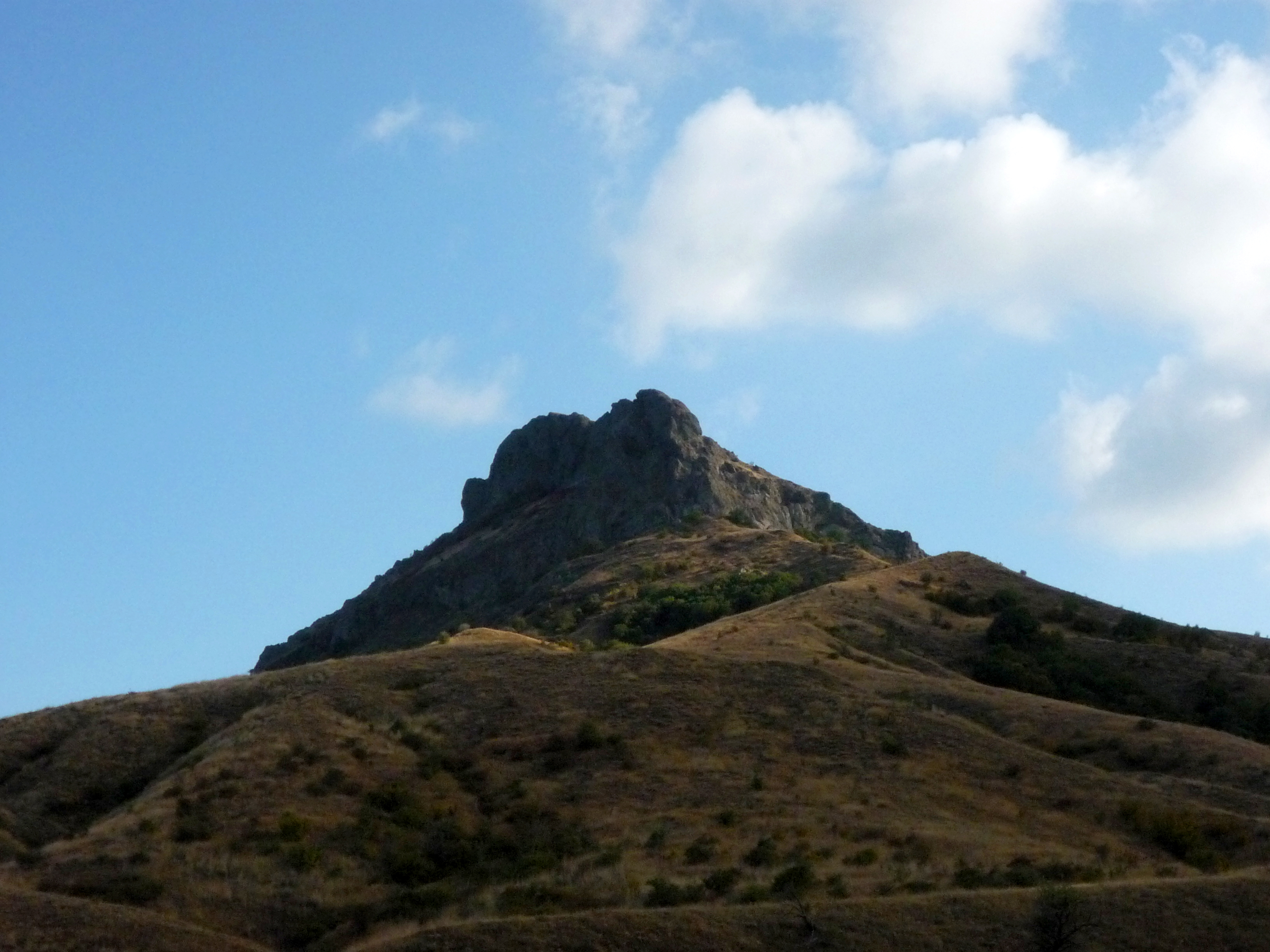
Одна из вершин остатков вулкана, действовавшего около 150 миллионов лет назад, Кара-Даг
В окрестностях Коктебеля (на горизонте — гора Карадаг)
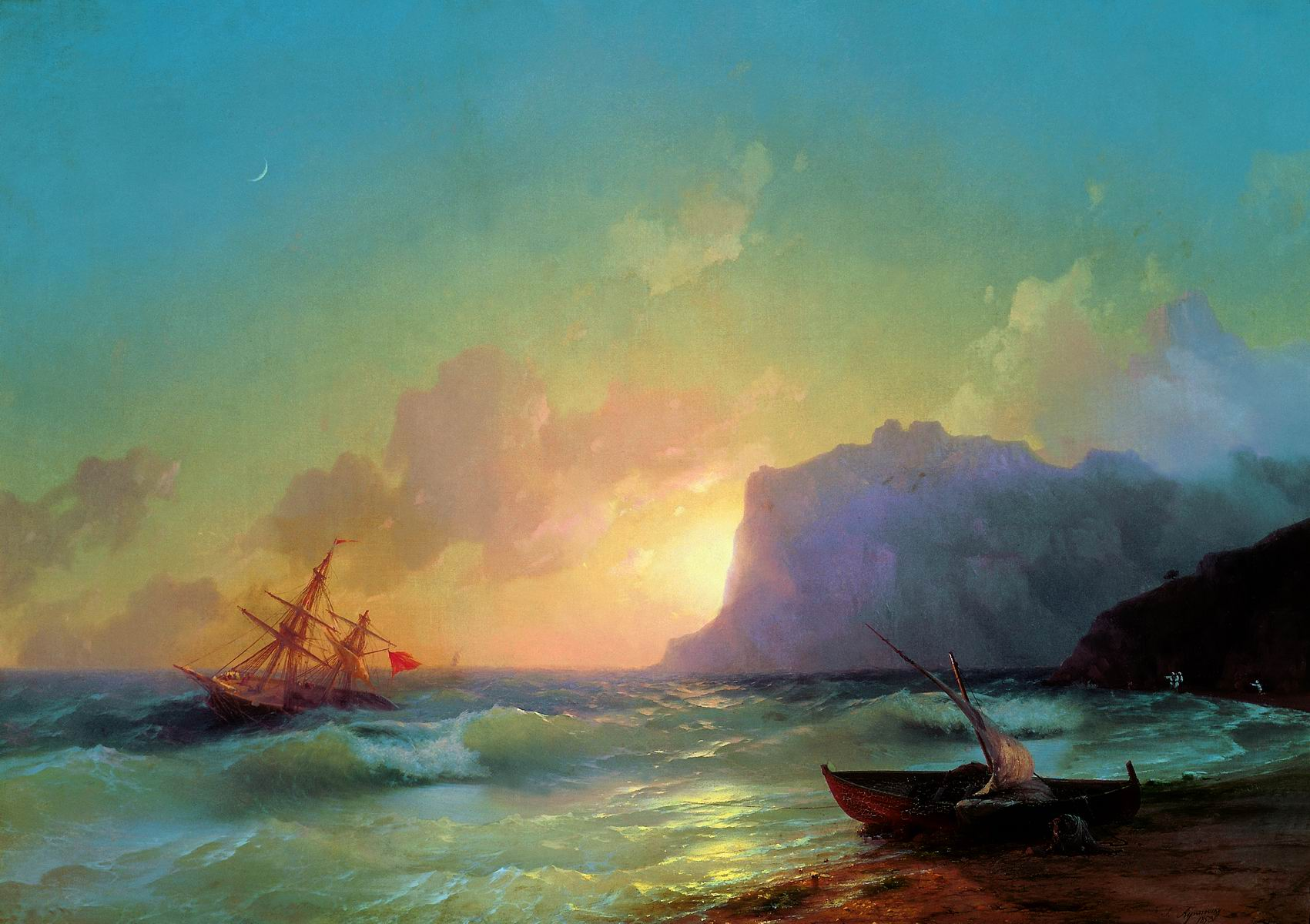
Море. Коктебель — И. К. Айвазовский. 1853

## Экономика
Коктебель — популярный приморский климатический курорт, население которого в основном занято в обслуживании отдыхающих. Из промышленных предприятий определённую известность имеет Завод марочных вин и коньяков «Коктебель» (коньячное производство расположено поблизости, в посёлке городского типа Щебетовке).

## Инфраструктура

### Транспорт
Автостанция обеспечивает сообщение с городами Симферополь, Судак, Керчь, Феодосия. Постоянно курсируют маршрутные такси Курортное — Коктебель — Феодосия.

## Достопримечательности
- В доме, где жил Максимилиан Волошин, действует музей поэта. На базе дома-музея Волошина в 2001 году был создан музей-заповедник «Киммерия М. А. Волошина».
- Могила М. А. Волошина (1877—1932) и его жены М. С. Волошиной (1887—1976) расположена на горе Кучук-Енишар к востоку от посёлка. К ней ведёт пешеходная тропа, любимая отдыхающими, так как от могилы открываются прекрасные виды на посёлок и окрестности.
- Дом Елены Оттобальдовны Кириенко-Волошиной (находится рядом с домом-музеем М. Волошина) в настоящее время находится в статусе передачи в собственность заповеднику «Киммерия М. А. Волошина».
- Дом, названный «Вилла Киммерия», построенный А. Э. Юнге в 1916—1920-х годах и винодельня построенная А. Э. Юнге в 1902—1906 годах, находятся на территории ныне не действующего ДОЛ «Спутник» на восточной окраине посёлка на улице Юнге. В винодельне в 1900-х годах производились первые промышленные коктебельские вина с соседнего виноградника.
- Холм Юнге, в котором находятся остатки руин склепа Э. А. Юнге и кенотафы его сыновей, расположен непосредственно на пляже.
- Завод марочных вин и коньяков «Коктебель» (винное производство находится на восточной окраине Коктебеля, коньячное производство находится в пгт. Щебетовка).
- Музей планеризма и авиации находится на территории аэродрома на горе Клементьева.
- Центр Планерного Спорта (ЦПС) «Коктебель».
- Карадагский заповедник.
- Дельфинарий «Коктебель».
- Аквапарк «Коктебель» (крупнейший в Крыму).
- Динотерий «Коктебель» (парк птиц).

## Кладбище
На кладбище похоронены многие известные коктебельцы — искусствовед А. Г. Габричевский, доктор П. фон Теш, бабушка и мама Максимилиана Волошина, члены семьи основателя курорта Коктебель Юнге, члены семьи Стамовых, последний настоятель коктебельской церкви о. Михаил Синицын, педагог, переводчица, спутница Марии Волошиной Анна Кораго, скульптор Ариадна Арендт, умерший во младенчестве сын Анастасии Цветаевой Алёша Минц-Цветаев, певица Мария Дейша-Сионицкая, поэты Ирина Махонина и Инна Городецкая, скульптор, автор надгробного памятника А. Грину на Старокрымском кладбище Татьяна Гагарина и другие.

## Культурные мероприятия
В 2003—2013 годах ежегодно в Коктебеле проводился крупнейший на Украине фестиваль современной этнической и джазовой музыки «Джаз Коктебель», в 2015 году возобновилось проведение фестиваля «Koktebel Jazz Party» в те же сроки.